# Мессершмитт, Вилли
Вильгельм (Вилли) Эмиль Мессершмитт (нем. Wilhelm Emil «Willy» Messerschmitt; 26 июня 1898, Франкфурт-на-Майне — 15 сентября 1978, Мюнхен) — немецкий планерист, инженер, авиаконструктор и производитель авиационной техники.

## Биография
Вильгельм Мессершмитт был сыном виноторговца Фердинанда Мессершмитта и его второй жены, Анны Марии, урождённой Шаллер. Его родители содержали большой винный магазин с винным баром.
Первую модель самолёта построил уже в возрасте 10 лет, позже, будучи студентом, создавал реальные планеры и экспериментировал с друзьями. В 13-летнем возрасте познакомился с Фридрихом Хартом, что сильно повлияло на его жизнь.
Школу Вилли заканчивал в разгар Первой мировой войны. В 1917 году его призвали на военную службу, однако война вскоре закончилась, и Вилли вернулся к мирной жизни.
После войны Мессершмитт до 1923 года изучал технические дисциплины в Мюнхенском техническом университете. В 1921 году построил планер S8, который установил новый мировой рекорд по продолжительности полёта. Ещё во время учёбы молодой Вильгельм зарегистрировал свою фирму Messerschmitt (нем. Messerschmitt Flugzeugbau GmbH).

### Во время Второй мировой войны
Одной из наиболее удачных и известных разработок конструктора стал истребитель Messerschmitt Bf.109, работа над которым была окончена в 1934 году при участии Вальтера Ретеля. Этот самолёт стал главной силой немецких Люфтваффе во время Второй мировой войны.
Мессершмитт стоял у истоков реактивной авиации. Разработанный его фирмой турбореактивный истребитель и бомбардировщик Me.262 в 1944 году стал первым в мире серийным реактивным самолётом и первым в мире реактивным самолётом, участвовавшим в боевых действиях. Истребитель-перехватчик с жидкостным ракетным двигателем Me.163 в 1941 году впервые в мире преодолел рубеж скорости полёта 1000 км/ч.

### После Второй мировой войны

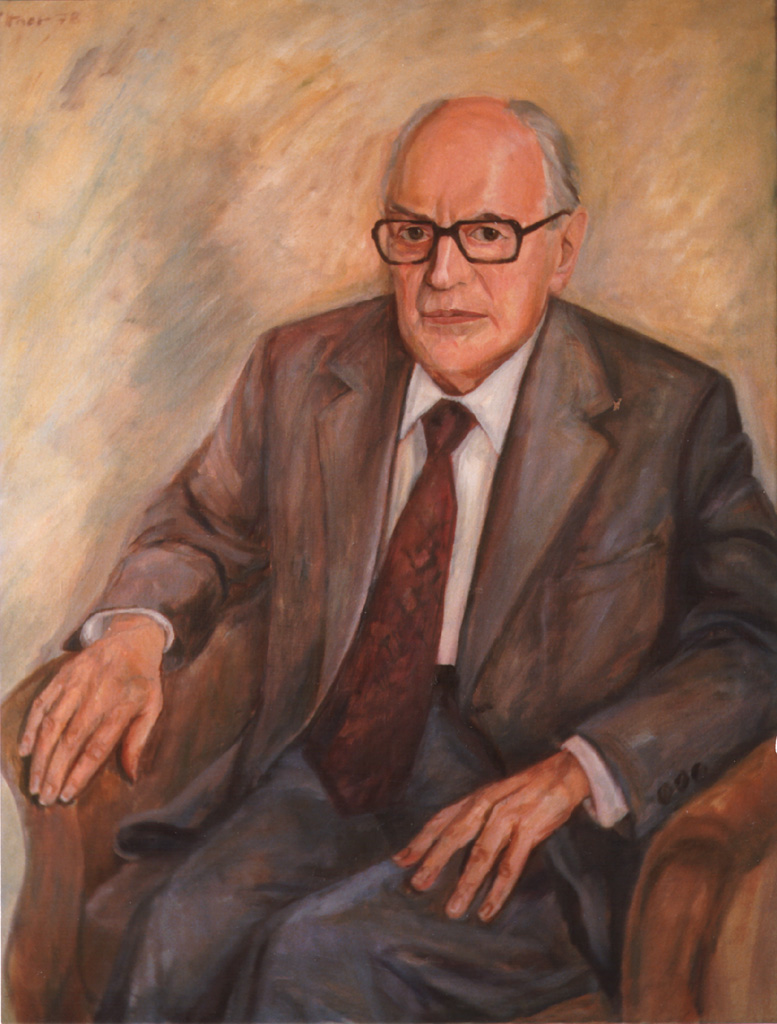
Вилли Мессершмитт кисти Гюнтера Ритнера (1978)

После Второй мировой войны Вилли Мессершмитт был осуждён за использование рабского труда подневольных рабочих и военнопленных, а в 1948 году был признан виновным в сотрудничестве с нацистским режимом. После двух лет, проведённых в тюрьме, он был освобождён и возобновил свою деятельность в качестве главы своей компании.
Так как Германии было запрещено производство самолётов до 1955 года, он организовал компанию по производству сборных домов, швейных машин и малолитражных автомобилей. Используя свои наработки, он разработал реактивный учебный самолёт Hispano HA-200 для Hispano Aviación в 1952 году, прежде чем решил вернуться к производству самолётов в Германии. Фирма Messerschmitt AG получила лицензию на производство Fiat G.91, а затем Lockheed F-104 Starfighter для возрождающейся западногерманской военной авиации. Позже, в 1960-х годах, Мессершмитт разработал лёгкий сверхзвуковой перехватчик Helwan HA-300 для египетских военно-воздушных сил. Это была его последняя конструкторская разработка самолёта.
Дальнейшее будущее своей компании Мессершмитт увидел в слиянии сначала с Bölkow в 1968 году, а затем Hamburger Flugzeugbau в 1969 году, после чего компания стала частью концерна MBB (Messerschmitt-Bölkow-Blohm, ныне, в свою очередь, являющейся частью EADS) с Мессершмиттом в качестве председателя до 1970 года, до момента его ухода в отставку.
Смерть его жены Лилли (в 1972 г.) стала последним важным поворотным моментом в его жизни. Сам Вилли Мессершмитт умер 15 сентября 1978 года в Мюнхене при неясных обстоятельствах и был похоронен в Бамберге в фамильном склепе своей жены Лилли, урожденной Фрейин фон Мишель-Раулино.